# نوید نیکتاش
نوید نیکتاش: بازیکن بسکتبال دورگهٔ ایرانی - فرانسوی (متولد ۲۷ خرداد ۱۳۷۰-فرانسه) است. پدری ایرانی و مادری فرانسوی دارد. او سوینگمن است و این به معنی آن است که می‌تواند در دو پست مهاجم ریزتک و فوروارد قدرتی بازی کند.

## تیم‌ها

### Angers Etoile d’Or St-Leonard
او شروع فعالیت حرفه اش را در تیم دسته دومی Angers Etoile d’Or St-Leonard لیگ فرانسه آغاز کرد. او دو سال در این تیم بازی کرد
و به این تیم کمک کرد تا در سال ۲۰۱۵ قهرمان گروه B دسته ۲ فرانسه بشوند.

### نورکوپینگ دولفینز
نوید نیکتاش قبل از این که به تیم لندن لاینز برود، دو بازی در تیم سوئدی نورکوپینگ دولفینز انجام داد. میانگین امتیاز و ریباند او در این دو بازی به ترتیب ۱٫۵ و ۲ بود.

### لندن لاینز (۲۰۱۶–۲۰۱۷)
او در سال ۲۰۱۶ بعد از انجام دو بازی برای تیم سوئدی اش به تیم لندن لاینز که در سطح اول انگلیس حضور دارد پیوست. او در فصل ۲۰۱۶–۱۷ برای این تیم ۲۷ بازی از ۲۹ بازی حاضر در ترکیب را بازی کرد و میانگین امتیاز ۱۴٫۵۹ و میانگین ریباند ۶٫۲۱ و میانگین پاس گل ۱٫۳۸ و درصد پرتاب منطقه‌ای ۴۵ درصد را از خود بجا گذاشت. او همچنین در سه هفته از این فصل (هفته‌های ۳۰ و ۲۸ و ۲۷) در تیم ۵ نفره برتر هفته لیگ برتر انگلیس قرار گرفت.

### پتروشیمی بندر امام (۲۰۱۷-حال)
در تاریخ ۲۹ مرداد ۱۳۹۶، نوید نیکتاش به باشگاه بسکتبال پتروشیمی بندر امام خمینی پیوست. پتروشیمی همراه با او مقام چهارم مسابقات باشگاه‌های آسیا را بدست آورد.

### بین‌المللی
او در سال ۱۳۹۶ به اردوی تیم ملی ایران در چین دعوت شد.
نوید نیکتاش اولین بازی ملی رسمی خود را در تاریخ ۱۳۹۶/۰۵/۱۸ مقابل هند انجام داد؛ او در ۱۲ دقیقه حضور در زمین، ۳ امتیاز و ۶ ریباند به دست آورد و ۲۵ درصد (۱ از ۴ شوت) پرتاب منطقه موفق را ثبت کرد. او در مسابقات مسابقات قهرمانی بسکتبال آسیا در سال ۲۰۱۷ عضو تیم ایران بود و میانگین ۱٫۵ امتیاز و ۲٫۰ و ۰٫۳ توپ ربایی و ۲۲٪ پرتاب منطقه‌ای موفق را ثبت کرد.